# Эстетика видеоигр
 Эстетика видеоигр  — рассмотрение видеоигр с точки зрения их эстетики. Один из подразделов исследования видеоигр (англ. Game studies).

## Видеоигры и искусство
Видеоигры наравне с компьютерной графикой и веб-дизайном являются техно-художественными гибридами, в которых технологическая основа служит не только инструментом создания художественного продукта, но включена в художественное содержание и эстетические свойства произведения.
Компьютерные игры постепенно признаются видом искусства : во Франции в 2006, в Германии в 2008, в США в 2011 годах. Восприятие игр получает все более широкое распространение, так, даже в России уже вышли научные работы, рассматривающие компьютерные игры как искусство. Видеоигры являются разновидностью популярного искусства, поэтому обретают свои специфические эстетические качества, следовательно можно сделать вывод, что компьютерные игры обладают собственной эстетикой, проистекающей в поле виртуальной художественной культуре.

## Виртуальная художественная культура
Это совокупность жанров, которые погружают зрителя в совершенно новое для него пространство произведения с помощью технических средств и интерактивности. Главной отличительной чертой виртуальной художественной культуры является включение зрителя в пространство этой культуры. Благодаря виртуальной художественной культуры реальность можно расширить, в неё попадают те характеристики, которые необходимы для осуществления творческого замысла создателя или создателей этой реальности. Виртуальная художественная культура выступает как средство перемоделирования реальности в соответствии с идеей, которая должна быть донесенной при помощи художественных средств.

## Эстетические особенности видеоигр
1. Видеоигры должны быть подчинены критериями жанра и трендам популярной культуры.
2. Особую эстетическую ценность играет визуальное воплощение игры — это один из наиболее важных элементов коммерческого успеха игр. Визуальная сторона игр отличается особенного рода «красотой», которая отличается как от живописи, так и от кинематографа, но в то же время многое из них заимствует (планы, композиционные решения, спецэффекты, музыка), особенно в последнее время с развитием технологий, например, использование киносредств для создания настроения, представления главного нарратива.
3. В настоящее время массовые видеоигры отличаются качественной графикой, которая является притягательной для визуального восприятия, она должна создавать качественные иллюзии: пространства, действия в реальном времени, обращения с объектами, взаимодействия с персонажами, быть динамичной, чтобы игрок получал визуальное удовольствие, поэтому общим эстетическим принципом является стремление к максимальной реалистичности и правдоподобности изображения объекта, который должен выглядеть настоящим. С развитием VR-технологий происходит новый этап развития электронных игр и их эстетических качеств.
4. Особенной чертой эстетики видеоигр является использование пространственного нарратива — компьютерная игра подчинена структуре того пространства, в котором она происходит. Сюжет видеоигр происходит по мере освоения игрового пространства. Эстетическая полнота видеоигр осуществляется только тогда, когда пространство игры наилучшим образом сочетается с временным аспектом игры.
5. Играм необходимо иметь значимое культурное содержание. Виртуальный мир должен быть наделен культурой со своими значениями и ценностями, поэтому игры зачастую используют исторические сюжеты, эстетику фильмов, сериалов, эпох. Развитие видеоигр сочетает в себе как улучшение визуальных особенностей, так и смысловой нагрузки.